# Fontanna Dioskurów
Fontanna Dioskurów (wł. Fontana dei Dioscuri) – rzymska fontanna znajdująca się na Piazza del Quirinale, przed Pałacem Kwirynalskim, zaprojektowana przez Raffaela Sterna.

## Historia
Duże rzeźby przedstawiające mitycznych Kastora i Polluksa trzymających swoje ogiery pochodzą z Term Konstantyna. Początkowo Dioskurowie byli ustawieni bliżej Palazzo della Consulta. Przestawiono je dalej na życzenie papieża Sykstusa V. Za pontyfikatu Piusa VI dodano obelisk, pochodzący z Pola Marsowego. W 1786 ponownie zmieniono ustawienie monumentu. W 1818 Pius VII ufundował nowy postument, powierzając prace architektowi Raffaelowi Sternowi. Użyto wówczas basenu pochodzącego z terenu Campo Vaccino na Forum Romanum, użytego już wcześniej w Fontannie z Maszkaronem na Foro Boario. Obelisk stanowiący część dekoracji fontanny, bliźniaczy z obeliskiem z Eskwilinu (z tyłu Bazyliki Matki Bożej Większej), pochodzi z Mauzoleum Augusta. Mierzy 14,63 m. (28,94 m. z podstawą i krzyżem).